# Szegedi Mihály (színigazgató)

Szegedi Mihály, Szegedy (Máramarossziget, 1833 – Budapest, 1887. április 7.) színigazgató.

## Pályafutása
Eredetileg kéményseprő-mesterséget folytatott egy erdélyi kisvárosban, s mielőtt színigazgató lett, táncmesteri foglalkozást is űzött. Amikor megjelent a városban egy vándortársulat, beleszeretett a primadonnába és megkérte a kezét. A hölgy igent mondott, erre Szegedi eladta házát és földjét, majd megpróbálkozott a színigazgatással. 1866 elején Sárospatakon lépett fel először mint színész, azonban működése során nem ért el sikereket. 
1869-ben megalapította önálló társulatát, amellyel vidéken turnézott pl. a Tolonc (Tóth E.); Szép Helena (Offenbach); Parlagi Jancsi (Théaulon de Lambert); Egy katona története (D’Ennery-Common) című darabokkal. Minden vagyonát színigazgatói munkájára fordította, később a színészegyesület segélyezte. Nem tudott sem irni, sem olvasni. Ebbéli tudatlanságát úgy palástolta el, hogy megkért egy színészt, hogy olvassa el a neki küldött levelet vagy sürgönyt, mert ő otthon hagyta az okulárét. Emiatt sokat élcelődtek is vele, erről tanúskodik a következő anekdota is: "[...] analfabéta volt az istenadta, se írni se olvasni nem tudott. Ezt a színészek is jól tudták és egyszer, amikor az „igazgató úr" a színház előtti kispadon újságot olvasott — persze fordítva tartotta a lapot — megkérdezte egy színésze: mit olvas, dirikém? Mi újság a nagyvilágban? — Van újság, nézd csak fiam, megint valami vasúti szerencsétlenség történt. Kisiklott a mozdony, itt van ni, a kerekei égnek állnak. Én mondom neked, sokkal biztosabb az ekhós szekérrel utazni, mint ezeken a fránya masinákon."
Utolsó évében Kecskeméten megőrült, dühöngési rohamokban szenvedett, melyek környezetére veszélyessé váltak. Ennélfogva felesége és egy rendőrbiztos Kecskemétről felvitték a fővárosba, a Rókus-kórház megfigyelő osztályára. Feleky Miklósra, a szinészegyesület alelnökének jutott a feladat, hogy az angyalföldi tébolydában helyezze el Szegedit. Időnként még itt is ki-kitört belőle az elementáris humor. A tébolyház igazgatóját súgónak akarta szerződtetni, de csak úgy, ha bebizonyítja neki, hogy tud írni és olvasni. Végül 1887 áprilisában elborult elmével hunyt el az intézményben agyhűdés következtében.

„Ez a Szegedi Mihály valódi típusa volt a régi színigazgatóknak. Igazi marha ! ... T. i. Ezt a szót ő hozta divatba, ő használta, sőt azt hiszem, nagy művészünk: Újházi is tőle örökölte. Ha valakit szeretett, annak azt mondta: Marha! Ha valakit gyűlölt, annak nem volt más neve, mint marha! Ezt a kifejezést különböző taglejtéssel és arckifejezéssel kisérte. Valóságos tanulmány volt. Meg is adta ennek a marhának sokszor az árát.

Igy a többek között egy kisebb város játszhatási engedélyét akarta elnyerni. Beállíta főszolgabíróhoz és minden bevezetés nélkül igy szólítja meg:

— Én Szegedi Miska színigazgató vagyok. Add a várost, te marha!

A főszolgabíró ámultában nem tudott szóhoz jutni. Szegedi Mihály fölénynyel odavágja:

— Igen, igen, mit bámulsz te marha ?

A főszolgabíró behivatta a rendőrt.

— Csukjátok le ezt az embert.

Szegedi Miska szabódni kezdett s mikor a rendőr vezetni akarja, még egyszer visszafordul mondván:

— Le akarsz csukatni, te marha?

A főszolgabíró még egy rendőrt hivatott. Már az ajtónál vannak, mikor belép a főszolgabíró egy barátja, aki egyszersmind Szegedi személyes ismerőse volt. Szegedi a most érkezetthez siet e szavakkal:

— Jó, hogy jösz, te marha, nézd, le akar csukatni ez a marha! (A szolgabiróra mutat.)

A szolgabiró barátja felismeri a helyzetet, kimagyarázza a dolgot, mire a főszolgabíró elbocsátja az igazgatót.

Szegedi indul az ajtó felé. Megáll. Félszemmel a szolgabiró felé hunyorit és kivágja :

— Látod, ki vagyok én, te marha!”

– Kövessy Albert: Visszaemlékezések. Ellenzék, 1910. szeptember 6. / 105. szám, 2-3. old.

Neje Péterfi Eliz (másként Péterffy Eliza, született Suba Erzsébet) színésznő volt, aki 1841-ben született Marosvásárhelyen, s meghalt 1905. november 19-én, Budapesten, a Rókus kórházban 52 éves korában.

## Működési adatai
- 1869–70: Nyíregyháza
- 1870: Kisvárda, Mátészalka, Zilah, Nyíregyháza, Torda
- 1871: Dés, Zilah, Tokaj
- 1871–72: Rozsnyó
- 1872: Losonc, Szolnok, Nyitra
- 1873: Rimaszombat, Nyitra, Baja, Eger, Ungvár
- 1874: Sátoraljaújhely, Eger, Gyula
- 1874–75: Ungvár
- 1875: Sátoraljaújhely, Munkács
- 1875–76: Szatmár
- 1876: Zilah, Tasnád
- 1877: Sárospatak
- 1878: Homonna, Nagymihály, Kisvárda
- 1878–79: Sátoraljaújhely
- 1879: Nagymihály, Nagyszalonta, Belényes
- 1880: Újszentanna, Békéscsaba, Nagyszentmiklós
- 1880–81: Lugos
- 1881: Lippa, Temesvár, Versec
- 1883: Lugos, Félegyháza, Cegléd
- 1883–84: Cegléd
- 1884: Karcag, Szolnok, Csongrád